# Omorgus mentitor
Omorgus mentitor är en skalbaggsart som beskrevs av Blackburn 1896. Omorgus mentitor ingår i släktet Omorgus och familjen knotbaggar. Inga underarter finns listade i Catalogue of Life.